# Tresor Kandol
Tresor Kandol, född 30 augusti 1981, är en fotbollsspelare från Kongo-Kinshasa.
Sommaren 1997 skrev Kandol på ett kontrakt för Hatters. Ett år senare fick han ett heltidskontrakt. I februari 1999 gjorde han ligadebut på Bristol Rovers. Han spelade därefter för Luton där han hamnade i en konflikt med lagets nya tränare Joe Kinnear och han fick sparken från laget.
Efter att ha gjort 18 mål på 21 matcher när han spelade för Barnet lånades han ut till Whites i två månader. Detta genom ett avtal som slöts i november 2006.